# Кров героїв
«Кров героїв» (англ. The Blood of Heroes) — австралійсько-американський постапокаліптичний бойовик 1989 року режисера Девіда Вебба Піплза, головні ролі виконували Рутгер Гауер і Джоан Чень. Фільм також відомий під назвою Салют Юггера (англ. The Salute of the Jugger).

## Сюжет
Група джагерів приходить у невелике село в пісках, вони приносять собачі черепа, судді дають добро на гру. На полі з'являються дві команди по 5 осіб, вони одягнені в обладунки, озброєні металевими палицями та ланцюгами. Суть гри в тому, щоб насадити собачий череп на жердину іншої команди. З першим ударом каменя об металевий щит починається гра. Збираються люди з усієї околиці. Під час гри один з квіків Пес отримує травму ноги через боягузтво гравця його команди, з іншого гравця Жовтяника цієї ж команди збивають шолом, на його обличчі печать ліги. Сто кинутих каменів і перший тайм закінчено. Квік з команди села помер, йому на заміну виходить молода дівчина селянка на ім'я Пацанка.
Починається другий тайм, Пацанка перемагає квіка Пса і проносить череп до жердини противника, але там її ранять, а потім збивають з ніг. Пес підбирає череп і команда гостей перемагає. Увечері в селі одні джагери зашивають свої рани, інші придаються утіхам, адже всі їхні забаганки оплачують місцеві. На ранок джагери йдуть, а слідом за ними з дому збігає Пацанка, вона наганяє їх і пропонує взяти її замість їх старого квіка, проте дівчині відмовляють. Дорогою їх зустрічає патруль, вимагає схилити коліна, він збирає плату для дев'яти королів. Пес більше не може йти, джагери починають навчати Пацанку в дорозі.
Йшов час, команда Жовтяника перемагала, Пацанка навчилася непогано грати. В ході чергової гри Жовтяник втрачає око. Після перемоги розмова заходить про Лігу, але через те, що зробив Жовтяник, їх виклик не приймуть. Однак, Жовтяник вирушає до Червоного міста, драйв М'Булу і Бехчардж відмовляються йти, побоюючись того, що з ними можуть зробити, але все ж змінюють рішення. Вхід у місто знаходиться на поверхні пустелі, до нього тягнеться довга черга. Молодий Гар дізнається від Жовтяника про те, що коли його команда кинула виклик Лізі, вона протрималася всього 26 каменів і цього виявилося достатньо для того, щоб на них звернули увагу. Нарешті всі вони потрапляють у ліфт, спуск у місто займає цілу вічність, в ході якої Пацанка спостерігає за тим, що відбувається на робочих поверхах.
Місто досягнуто, Пацанка бачить високі склепіння, скульптури і безліч їжі, про яку вона навіть не чула, всюди варта Червоного міста. Жовтяник вирушає до джагерів, Пацанка йде в слід за ним, по дороги бачачи напівмертвих і травмованих людей. Після гри Жовтяник зустрічається зі слешем Гонзо, якого знав колись, він йде на хитрість і просить передати про свою присутність тому, чию честь він заплямував. Гонзо попереджає його і просить не зв'язуватися з лігою дев'яти міст. Джагер приносять черепа суддям, один з них викликає Жовтяника і просить викликати благородну особу. В апартаментах знаті Гонзо зустрічається з мілордом, який просить скалічити Жовтяника під час гри. Гар будить останнього і Пацанку, повідомляючи їм про те, що виклик прийнятий.
Джагер виходять на арену, лави порожні, за ним стежить лише подружжя благородних кровей. Камінь кинутий, і починається гра, в ході якої Гонзо і його помічник беруть Жовтяника в захват. Пацанка не дає квіку іншої команди надіти череп, тим часом гра доходить до 60 каменів, звістка розноситься по околицях, і люди починаються збиратися на арені. Перший раунд закінчено, публіка радіє, але у команди претендентів Жовтяника втрата, один з них отримав перелом ноги і руки. На заміну виходить їх старий, що носить обладунки. Жовтянику вдається взяти в оточення одного з їхніх суперників, а пізніше розправитися з Гонзо, Гар заганяє в кут свого противника, а Мбулу бере в затиск іншого гравця, що вийшов на заміну квіку, Пацанці потрібно лише одягнути череп під рев захопленої публіки.
Гра закінчена, Пацанку, М'Булу і Гара запрошують виступати в лізі дев'яти міст. Шляхетний вирішує, що найкращим покаранням для Жовтяника, гравця такого високого класу, буде до кінця днів грати в псячих містах, одного разу осліпнувши і померши в злиднях. З високої зали Пацанка спостерігає за відходом Жовтяника та покаліченої Цімбер, вона потирає в долоні камінь, подарований їй. Пустеля, Жовтяник, Цімбер, старий і їх нова команда готуються до гри, Жовтяник знову наставляє молодого гравця.

## Ролі
- Рутгер Гауер — Жовтяник, минулий чемпіон ліги дев'яти міст, що виступав в «Червоному місті», виключений з ліги і вигнаний з міста за зв'язок з аристократкою, відтоді поневірявся по зруйнованій землі.
- Джоан Чень — Пацанка, «квік» команди, дочка селянина, яка мріє грати і одного разу потрапити в «Червоне місто».
- Вінсент Д'Онофріо — молодий Гар, амбіційний ловець сіткою, мріє потрапити на турнір у великому підземному місті, щоб заслужити право залишитися.
- Делрой Ліндо — М'Булу, гравець середніх років з важким ударом, задоволений в цілому своєю кар'єрою.
- Анна Катаріна — Цімбер, досвідчений гравець, її обличчя покрите шрамами, що не рідкість для гравців.
- Річард Нортон — молодий слеш Кость.
- Шон Янг — благородна дама, зв'язок з якою згубив Жовтяника, невелика епізодична роль.

## Виробництво
Кров героїв був знятий в пустелі Кубер-Педі, Австралія.

## Критика
Рейтинг на сайті IMD — 6,5/10, Rotten Tomatoes — 13 % свіжості та 77 % оцінка аудиторії.